# Diócesis de Siedlce
La diócesis de Siedlce (en latín: Dioecesis Siedlecensis y en polaco: Diecezja siedlecka) es una circunscripción eclesiástica de la Iglesia católica en Polonia. Se trata de una diócesis latina, sufragánea de la arquidiócesis de Lublin. Desde el 16 de abril de 2014 su obispo es Kazimierz Gurda.

## Territorio y organización

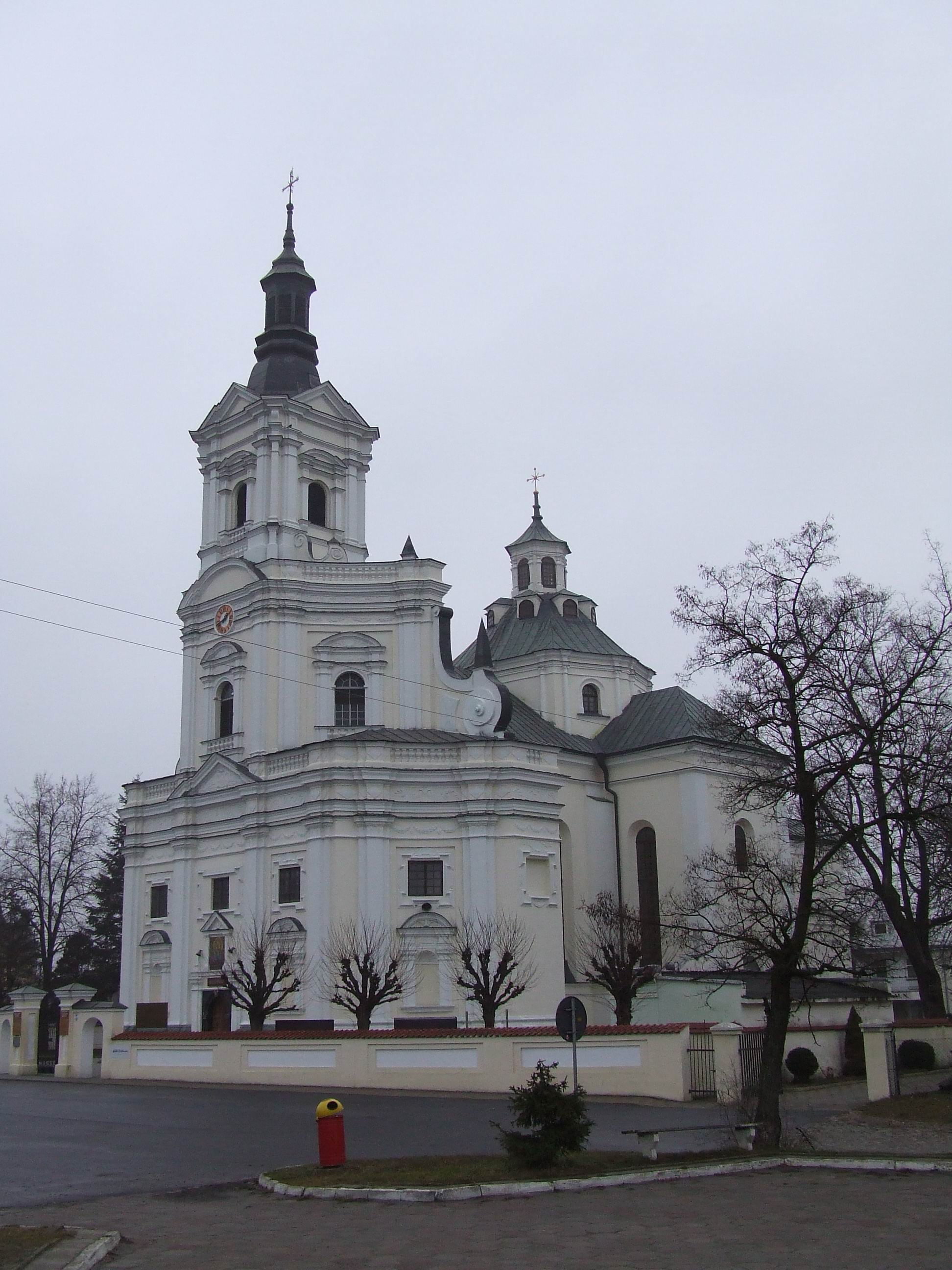
Basílica de Santa Ana, en Kodeń

La diócesis tiene 11 440 km² y extiende su jurisdicción sobre los fieles católicos de rito latino residentes en la parte oriental del voivodato de Mazovia y la parte septentrional del voivodato de Lublin.

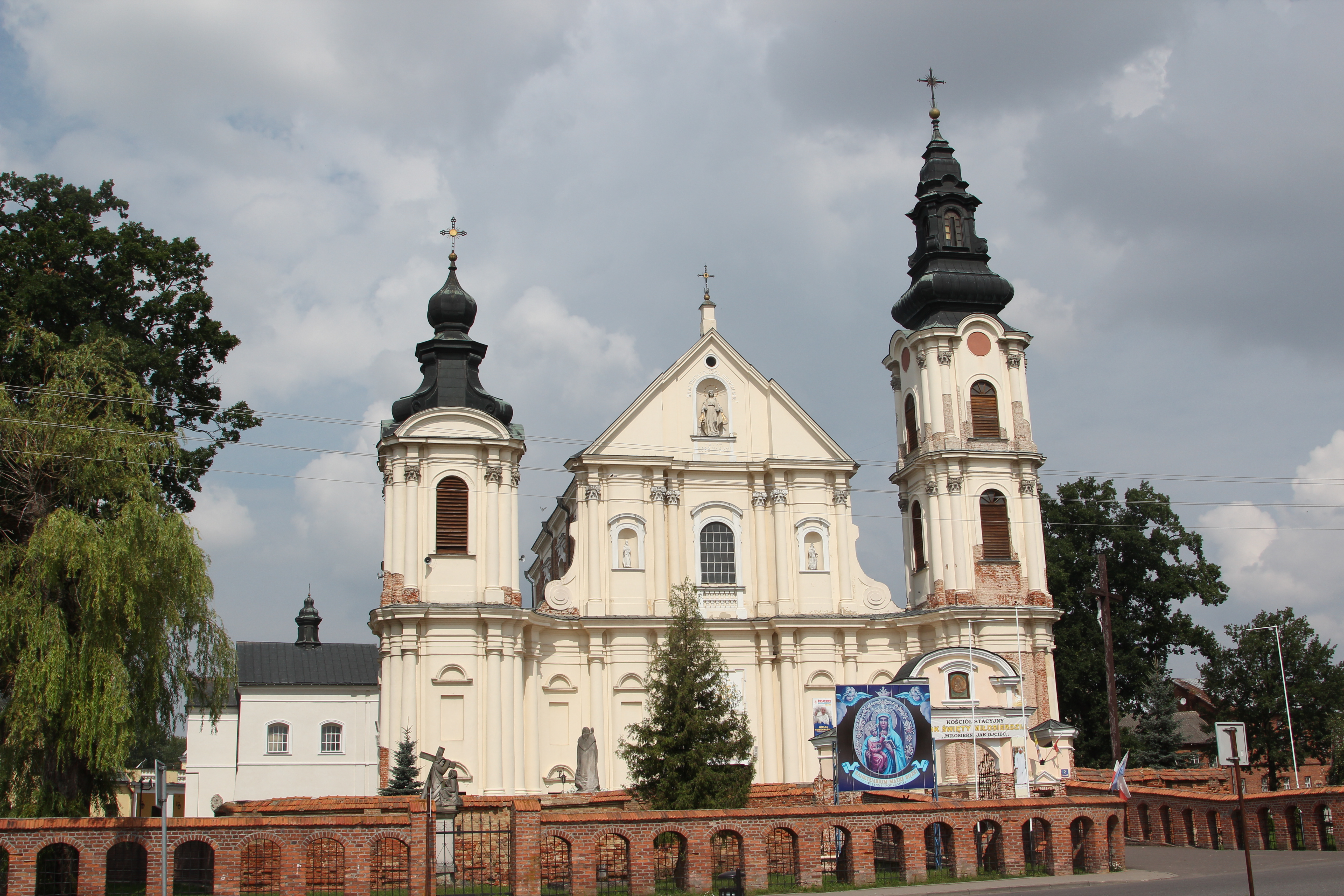
Basílica de San Pedro y San Pablo, en Leśna Podlaska

La sede de la diócesis se encuentra en la ciudad de Siedlce, en donde se halla la Catedral de la Inmaculada Concepción de la Virgen María. Además hay otras basílicas menores en la diócesis: la colegiata de la Santísima Trinidad, en Janów Podlaski (antigua catedral de la diócesis de Janów), la basílica de Santa Ana, en Kodeń, la basílica de San Pedro y San Pablo, en Leśna Podlaska, y la basílica santuario de Nuestra Señora Reina de las Familias, en Parczew. Existen además las colegiatas de la Transfiguración de Nuestro Señor, en Łuków, y de la Transfiguración de Nuestro Señor, en Garwolin. En la diócesis existe el cabildo catedralicio y 4 colegiatas.

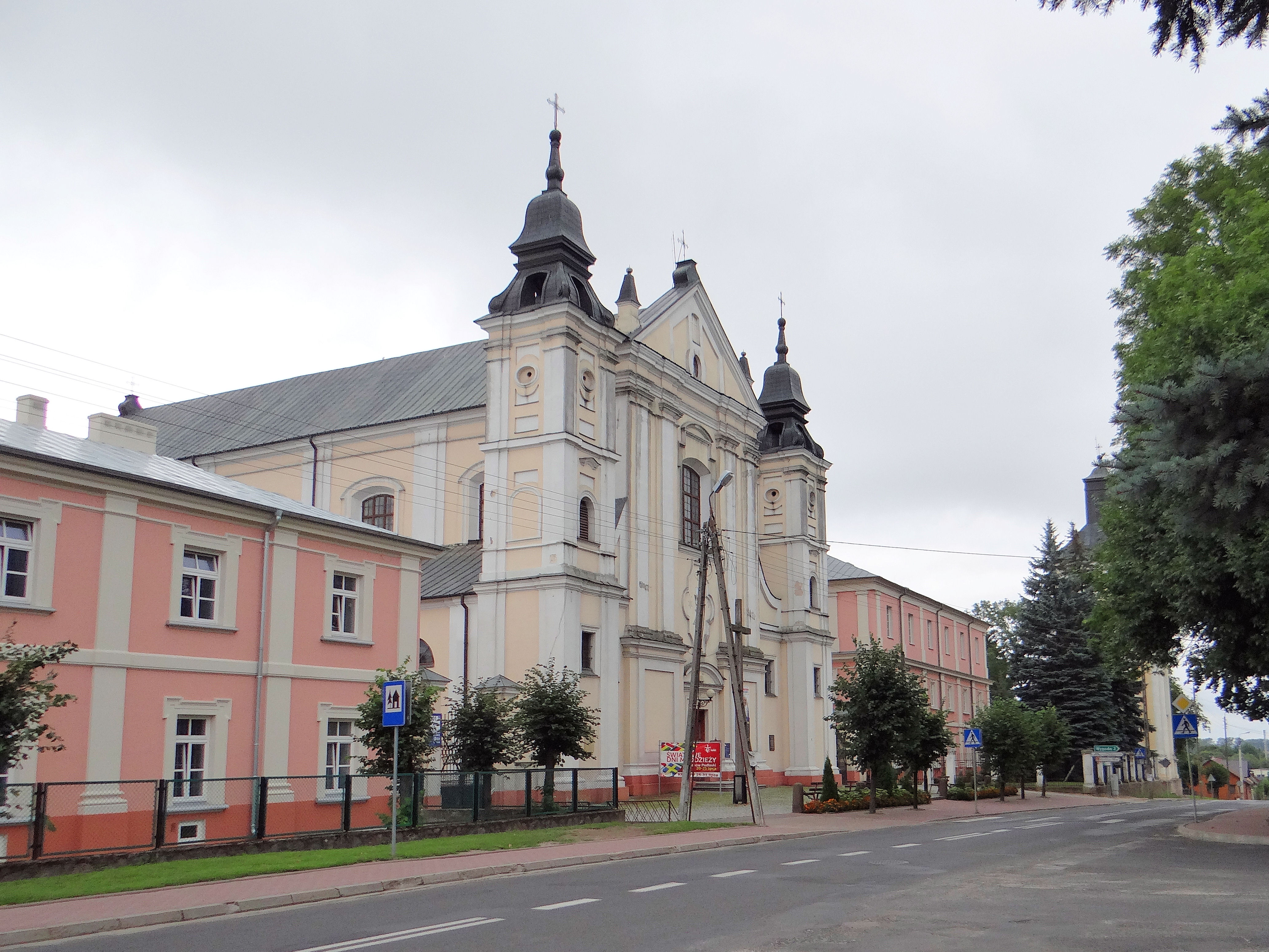
Basílica colegiata de la Santísima Trinidad, en Janów Podlaski

En 2022 en la diócesis existían 249 parroquias agrupadas en 25 decanatos: Adamów, Biała Podlaska-Süd, Biała Podlaska-Nord, Domanice, Garwolin, Grębków, Hańsk, Janów Podlaski, Komarówka Podlaska, Łaskarzew, Łosice, Łuków I, Łuków II, Międzyrzec Podlaski, Osieck, Parczew, Radzyń Podlaski, Ryki, Siedlce, Suchożebry, Terespol, Wisznice, Włodawa, Zbuczyn y Żelechów.

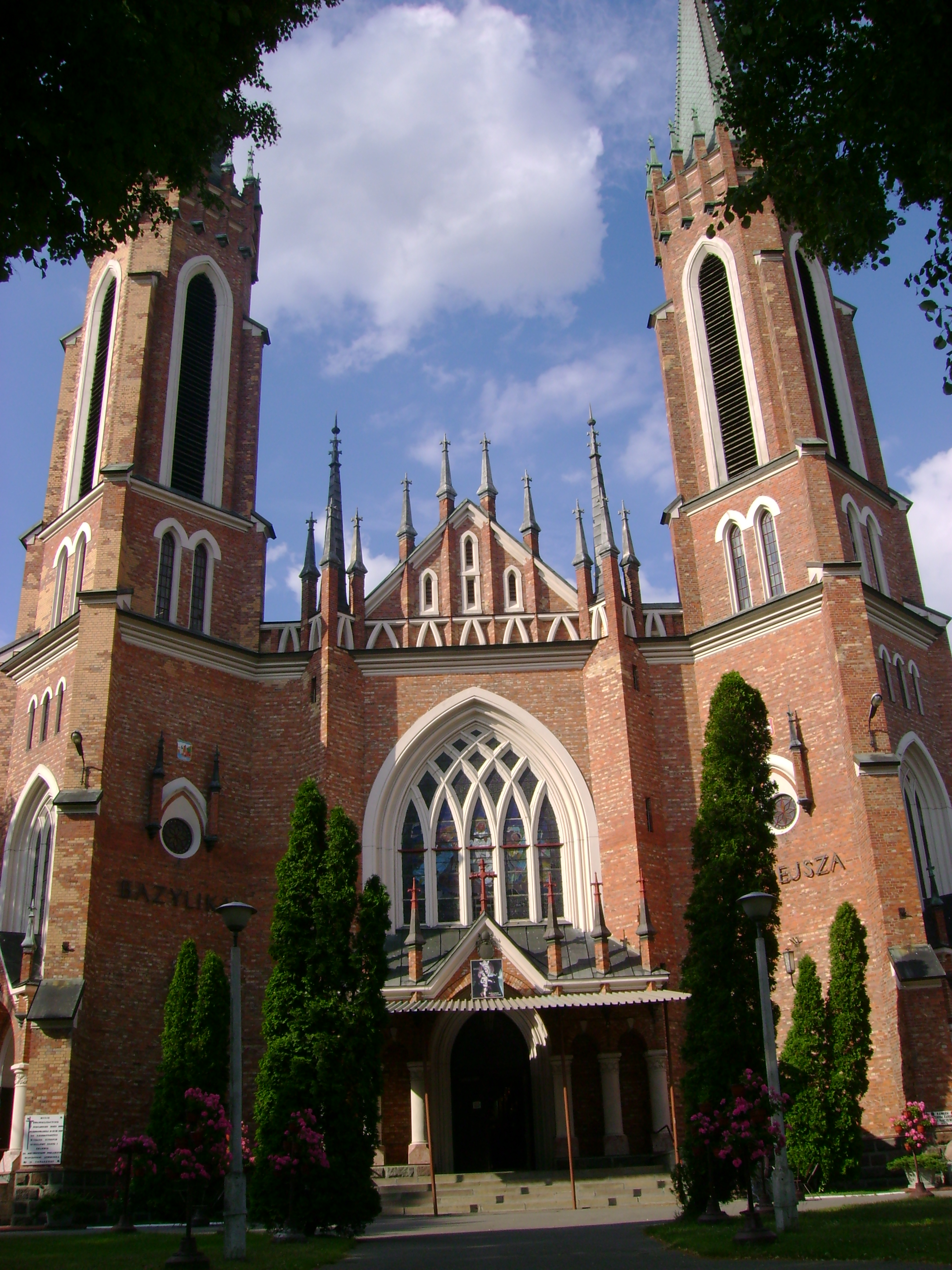
Basílica santuario de Nuestra Señora Reina de las Familias, en Parczew

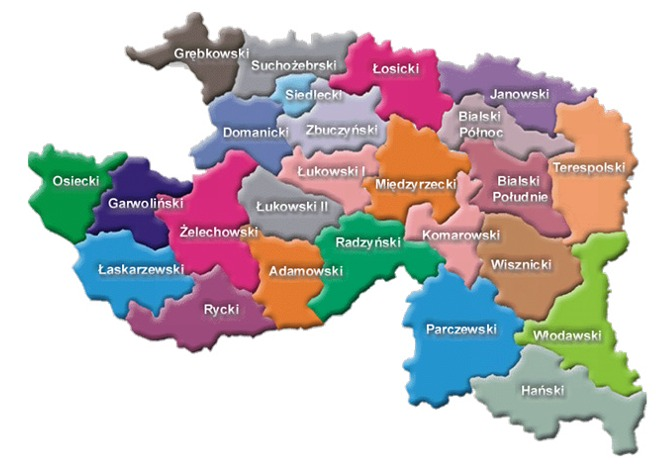
Mapa de los decanatos de la diócesis

## Historia

### Antecedente
La diócesis de Janów o Podlaquia fue erigida el 30 de junio de 1818 por el papa Pío VII tomando su territorio de la diócesis de Lublin. La sede de Janów permaneció vacante desde 1842 hasta 1856. 
Luego del Levantamiento de Enero, el 22 de mayo de 1867 por decreto del zar Alejandro II la diócesis de Podlaquia fue abolida y su territorio fue incorporado a la diócesis de Lublin, no lo que no fue reconocido por la Santa Sede.
El 30 de diciembre de 1889 el papa León XIII unió canónicamente el territorio de la diócesis de Janów con la diócesis de Lublin.
El 24 de septiembre de 1918, tras la independencia de Polonia la sede fue trasladada de Janów a Siedlce por el papa Pío XI mediante el breve Pro recto et útil del 25 de enero de 1924.

### Diócesis de Siedlce
El 28 de octubre de 1925 la diócesis de Janów fue renombrada Siedlce mediante la bula Vixdum Poloniae unitas del papa Pío XI, cediendo 4 parroquias a la diócesis de Lublin y adquiriendo 6 parroquias: 1 de la propia Lublin y 5 de la arquidiócesis de Varsovia.
En las décadas de 1920 y 1930, el obispo Henryk Ignacy Przeździecki emprendió una iniciativa para la conversión de los ortodoxos al catolicismo, aprovechando las circunstancias políticas favorables y la crisis de la Iglesia ortodoxa en Polonia. Con el apoyo inicial del nuncio apostólico en Polonia, Achille Ratti, (futuro papa Pío XI) y la colaboración de los jesuitas de rito bizantino, siguiendo la instrucción de Zelum amplitudinis logró tener ya en 1927 14 parroquias de rito bizantino-eslavo. En 1931 la Santa Sede nombró al obispo ucraniano Mykola Čarnetskyj como ordinario para los fieles de rito bizantino-eslavo (llamados neo-uniatos), pero los conflictos que surgieron a raíz del concordato con Polonia le permitieron ejercer únicamente el cargo de visitador apostólico. Durante la Segunda Guerra Mundial, muchas parroquias neo-uniatas fueron suprimidas o devueltas a la Iglesia ortodoxa. En 1947 quedaban cuatro parroquias en todo el territorio polaco, que desaparecieron en los años siguientes debido a la reubicación forzosa de los habitantes, a excepción de la parroquia de Kostomłoty.
El 25 de marzo de 1992, como parte de la reorganización de las diócesis polacas querida por el papa Juan Pablo II mediante la bula Totus Tuus Poloniae populus, cedió una porción de territorio para la diócesis de Drohiczyn y al mismo tiempo tiempo se convirtió en sufragánea de la arquidiócesis de Lublin.
En 2007 los fieles de la Iglesia católica de rito bizantino-eslavo en Polonia también fueron confiados al obispo de Siedlce, con jurisdicción sobre la parroquia de Kostomłoty, la única parroquia neo-uniata que queda en Polonia.

## Estadísticas
Según el Anuario Pontificio 2023 la diócesis tenía a fines de 2022 un total de 693 204 fieles bautizados.
| Año                                                                             | Población            | Población | Población      | Sacerdotes | Sacerdotes    | Sacerdotes    | Bautizados por sacerdote | Diáconos permanentes | Religiosos | Religiosos | Parroquias |
| Año                                                                             | Bautizados católicos | Total     | % de católicos | Total      | Clero secular | Clero regular | Bautizados por sacerdote | Diáconos permanentes | Varones    | Mujeres    | Parroquias |
| ------------------------------------------------------------------------------- | -------------------- | --------- | -------------- | ---------- | ------------- | ------------- | ------------------------ | -------------------- | ---------- | ---------- | ---------- |
| 1950                                                                            | 738 268              | 784 300   | 94.1           | 355        | 328           | 27            | 2079                     |                      | 49         | 306        | 246        |
| 1970                                                                            | ?                    | 771 940   | ?              | 512        | 473           | 39            | ?                        |                      | 77         | 495        | 242        |
| 1980                                                                            | 816 482              | 886 282   | 92.1           | 492        | 447           | 45            | 1659                     |                      | 63         | 486        | 244        |
| 1990                                                                            | 857 194              | 881 237   | 97.3           | 550        | 503           | 47            | 1558                     |                      | 65         | 440        | 265        |
| 1999                                                                            | 726 947              | 743 721   | 97.7           | 595        | 540           | 55            | 1221                     |                      | 77         | 347        | 241        |
| 2000                                                                            | 736 904              | 757 152   | 97.3           | 607        | 555           | 52            | 1214                     |                      | 74         | 374        | 242        |
| 2001                                                                            | 742 809              | 756 562   | 98.2           | 623        | 565           | 58            | 1192                     |                      | 80         | 383        | 243        |
| 2002                                                                            | 737 367              | 751 555   | 98.1           | 632        | 576           | 56            | 1166                     |                      | 79         | 377        | 243        |
| 2003                                                                            | 739 699              | 751 127   | 98.5           | 638        | 582           | 56            | 1159                     |                      | 85         | 355        | 243        |
| 2004                                                                            | 741 185              | 752 692   | 98.5           | 611        | 550           | 61            | 1213                     |                      | 75         | 337        | 242        |
| 2010                                                                            | 724 675              | 736 014   | 98.5           | 658        | 592           | 66            | 1101                     |                      | 86         | 300        | 244        |
| 2014                                                                            | 714 630              | 726 100   | 98.4           | 660        | 593           | 67            | 1082                     |                      | 87         | 299        | 245        |
| 2017                                                                            | 707 100              | 716 300   | 98.7           | 668        | 594           | 74            | 1058                     |                      | 92         | 297        | 247        |
| 2020                                                                            | 695 940              | 705 250   | 98.7           | 681        | 604           | 77            | 1021                     |                      | 93         | 284        | 249        |
| 2022                                                                            | 693 204              | 703 268   | 98.6           | 672        | 602           | 70            | 1031                     |                      | 87         | 273        | 249        |
| Fuente: Catholic-Hierarchy, que a su vez toma los datos del Anuario Pontificio. |                      |           |                |            |               |               |                          |                      |            |            |            |

## Episcopologio

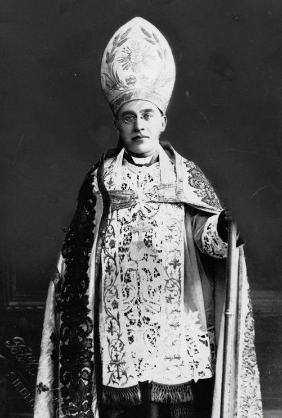
Henryk Ignacy Przeździecki, primer obispo de Siedlce

- Henryk Ignacy Przeździecki † (28 de octubre de 1925-9 de mayo de 1939 falleció)
  - Sede vacante (1939-1946)
- Ignacy Swirski † (12 de abril de 1946-25 de marzo de 1968 falleció)
- Jan Mazur † (24 de octubre de 1968-25 de marzo de 1996 retirado)
- Jan Wiktor Nowak † (25 de marzo de 1996-25 de marzo de 2002 falleció)
- Zbigniew Kiernikowski (28 de marzo de 2002-16 de abril de 2014 nombrado obispo de Legnica)
- Kazimierz Gurda, desde el 16 de abril de 2014